# مایک لپر
مایک لپر (انگلیسی: Mike Lapper؛ زادهٔ ۲۸ اوت ۱۹۷۰) بازیکن سابق و مربی فوتبال اهل ایالات متحده آمریکا است.
از باشگاه‌هایی که در آن بازی کرده‌است می‌توان به باشگاه فوتبال ساوتند یونایتد، باشگاه فوتبال کلمبوس کرو، و باشگاه فوتبال وولفسبورگ اشاره کرد.
وی همچنین در تیم ملی فوتبال ایالات متحده آمریکا بازی کرده‌است.